# イニェンジ
イニェンジ（Inyenzi）は、ルワンダ語でゴキブリを意味する言葉である。一般にツチを指して、後年はルワンダ愛国戦線の兵士を指して、さらには政府や開発国民革命運動（MRND）を批判するものや、ルワンダ愛国戦線のシンパ、メンバーを意味しても用いられた。

## 概要
イニェンジという呼び名は1963年にツチ難民のうちの強硬派が武力に訴えてルワンダに強行帰国しようとした際に、自称して使っていたもので、当初は否定的な意味はなかった。BBCの番組内でのインタビューによると、イニェンジは「Ingagurarugo yemeye kuba ingenzi」の文字からいくつかとってつけられた呼び名で、「勇敢さに身を捧げたインガグラルゴのメンバー」という意味である。「インガグラルゴ」とは、キゲリ・ルワブギリ（19世紀末にルワンダを中央集権国家にまとめあげたムワミ）の軍隊のことである。さらに「インガグラルゴ」は、「kugangura urugo rw'ibwami」から来ており、王の宮廷にトラブルを引き起こす、という意味である。より広く「トラブルメーカー」という意味でもある。イニェンジは1960年代から70年代に、ルワンダ国内に侵入して夜襲をかけ、罪のない市民を殺した後すぐに農村部へ引き上げ、その後ブルンジ、タンザニア、ウガンダ、ザイールへ退却した。ゴキブリは悩みの種であり、光をあてると逃げることから、イニェンジはゴキブリを意味するようになり、さらにはツチ一般を指して使われるようになった。1992年以降は、共和国防衛同盟（CDR）の過激派やそれに共鳴する人たちによって、ルワンダ愛国戦線（英語の略称はRPF、フランス語読みの略称はFPR）の兵士を指して使われるようになった。ミルコリンヌ自由ラジオ・テレビジョン（RTLM）の放送でもイニェンジという言葉は使われていたが、ツチばかりではなく、「政府やMRND（開発国民革命運動）の敵、RPFの同盟者、RPFのメンバー」を指して使われていた。

### 内部からの証言
ルワンダに生まれ、フランスで活躍する作家（ルノードー賞受賞作家）スコラスティック・ムカソンガの処女作『イニェンジもしくはゴキブリ（Inyenzi ou les Cafards）』（未訳）は、「イニェンジ」と呼ばれたツチ族の家族の歴史を語る自伝的小説である。彼女はルワンダ虐殺で家族・親族37人を失った。